# Carl Sagan

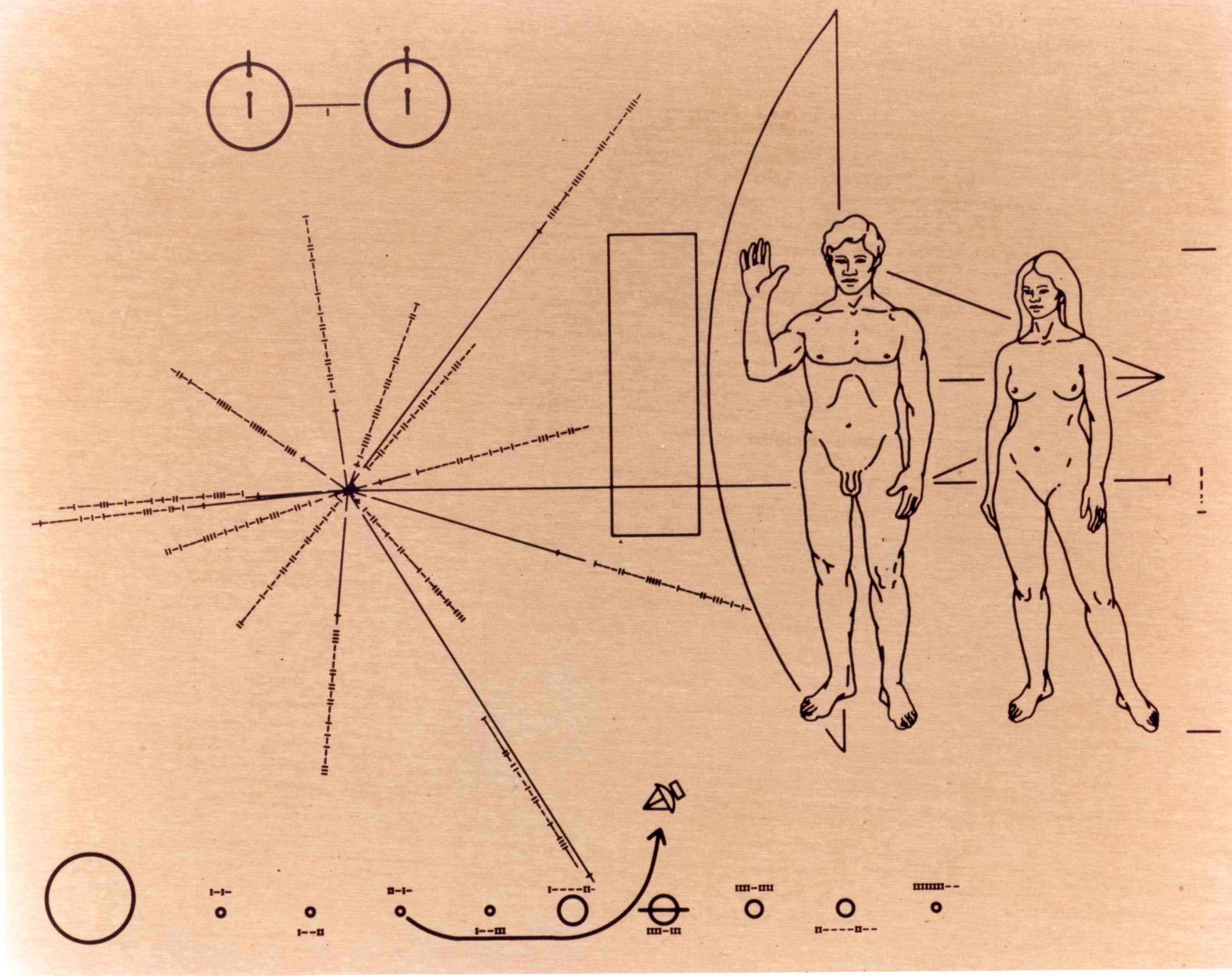
A Pioneer-tábla, melyet a Pioneer-10 és a Pioneer-11 űrszondán helyeztek el 1972-ben Carl Sagan javaslatára.

Carl Edward Sagan (Brooklyn, 1934. november 9. – Seattle, Washington, 1996. december 20.) amerikai csillagász, planetológus, asztrobiológus, békeaktivista és rendkívül szuggesztív ismeretterjesztő volt. A Cornell Egyetem csillagászati és űrtudományi tanszékének professzora, a bolygókutató laboratórium vezetője volt. Kutatásai kezdetben a Vénusz és a Mars légkörére irányultak. Ő tervezte a Viking űrszondák exobiológiai programját. Fontos szerepe volt a NASA űrszondái (Mariner, Voyager, Viking) tudományos programjainak tervezésében, irányításában. A SETI-programok egyik megindítója és vezetője volt. Kiváló népszerűsítő is volt, könyvei, de különösen a Kozmosz című tévésorozata az egész világon nagy sikert aratott. Élete során több mint 600 tudományos cikket publikált, emellett 20 csillagászati témájú könyv szerzőjeként, társszerzőjeként is ismert.

## Tanulmányai és tudományos karrierje
Carl Sagan a New York-i Brooklynban született. Szülei ukrán-zsidó bevándorlók voltak; apja, Sam Sagan ruhaipari munkás, anyja, Rachel Molly Gruber pedig háztartásbeli. A Carl nevet anyai nagyanyja, Chaiya Clara emlékére kapta, akit sohasem ismerhetett meg. A középiskoláit még New Yorkban végezte el, egyetemre azonban már Chicagóba járt. A Chicagói Egyetem diákjaként 1955-ben szerezte meg a bachelor, 1956-ban a master fokozatot fizikából. 1960-ban aztán ugyanitt doktorált csillagászat és asztrofizika tárgyakból. Diákévei alatt a genetikába is belekóstolt, egy labor munkatársaként.
1962-68 között a Smithsonian Csillagvizsgálóban dolgozott fiatal csillagászként. Ezekben az években a Harvard Egyetemen is tanított, innen indult rendkívüli ismeretterjesztői karrierje is. 1968-ban visszatért szülőföldjére, New York államba és a Cornell Egyetemen kezdett tanítani. 1971-ben az egyetem professzorává, egyben az ott működő Bolygókutatási Laboratórium vezetőjévé avatták. 1972-81 között a szintén a Cornell által működtetett Rádiófizikai és Űrkutatási Központ társigazgatói funkcióját is betöltötte.
A NASA űrprogramjainak kezdeteitől tanácsadóként tevékenykedett, ennek keretében az Apollo-program űrhajósainak felkészítésében is részt vett. Legfőképpen azonban a Naprendszer felfedezését célzó űrszondás repülések előkészítésében töltött be fontos szerepet. Egyebek mellett az ő ötlete volt, hogy a Naprendszert elhagyó űrszondák az azokat esetleg megtaláló földönkívüliek által megfejthető, a Föld üdvözletét tolmácsoló üzeneteket vigyenek magukkal. Az ötlet alapján Carl Sagan állította össze azt az üzenetet, amit a Pioneer–10 és a Pioneer–11 vitt magával egy-egy gravírozott aranyozott fémlap formájában. Később ugyancsak ő volt az, aki ezen üzenetek továbbfejlesztésével megalkotta a Voyager–1 és Voyager–2 által hordozott hanglemezt formázó aranylemezt, amely sokkal nagyobb információmennyiséget hordozott a Föld üzeneteként a földönkívüliek számára.

## Felfedezései, tudományos eredményei
Sagan központi alakja volt a Vénuszon uralkodó magas hőmérséklet felfedezésének. Az 1960-as években senki sem tudta, milyenek lehetnek a körülmények a Vénuszon. Sagan egy listában összegezte a saját elgondolásait, miszerint a bolygó száraz és rendkívül forró. A bolygó felől fogott rádióhullámok vizsgálatából jutott a forró felszíni hőmérséklet teóriájáig (és állította, hogy ott 500 °C fok hőmérséklet uralkodik). Mint vendégtudós, alkalma volt a NASA Jet Propulsion Laboratory munkájában és a Naprendszer bolygóihoz indított Mariner szondák tervezésében is részt venni. 1962-ben a Mariner–2 aztán méréseivel igazolta is Sagan feltevését.
A Vénusszal kapcsolatban további ösztönös megérzései is voltak a bolygó légkörének forróságára és roppant nyomására vonatkozólag. A Vénuszon természetes módon lejátszódott globális felmelegedés katasztrofális hatásait párhuzamba állította a Földön, az ember által előidézett hasonló folyamattal, felhívva az emberiség figyelmét az éppen csak elkezdődött folyamat veszélyeire, az üvegházhatású gázok elszabadulásának katasztrofális következményeire.
Sagan volt az, aki először tette közzé azt a feltételezést, hogy a Jupiter Europa holdjának kérge alatt óceán, a Szaturnusz Titan holdjának felszínén pedig óceán, vagy tengerek, tavak lehetnek. Ennek alapján az Európa feltételezett vízóceánját alkalmasnak tartotta a Naprendszeren belüli élet egyik lehetséges helyszíneként. Az Europa felszín alatti óceánjának létezését a Galileo szonda 1995-2003 között, a Jupiter rendszerében végzett vizsgálatának indirekt bizonyítékai alá is támasztották. A Titán esetében a 2017. szeptember 15-én megsemmisült Cassini–Huygens 2008 júliusában szerzett egyértelmű bizonyítékot folyékony szénhidrogének alkotta tavak létezésére.
A Jupiter atmoszférájának felsőbb rétegeit szintén az élet lehetséges színterének gondolta, hisz a bolygó légköre rengeteg szerves molekulát tartalmazhat, amelyből élő szervezetek fejlődhetnek ki a körülmények hatására.
Sagan legismertebb kutatásai azonban a lehetséges földönkívüli élet kutatásával kapcsolatosak. Ezek keretében végezte el híres kísérleteit, amelyben bizonyította, hogy aminosavak (szerves molekulák) tudnak keletkezni egyszerű kémiai elemekből sugárzás hatására.

## Tudományos mozgalmak szervezője

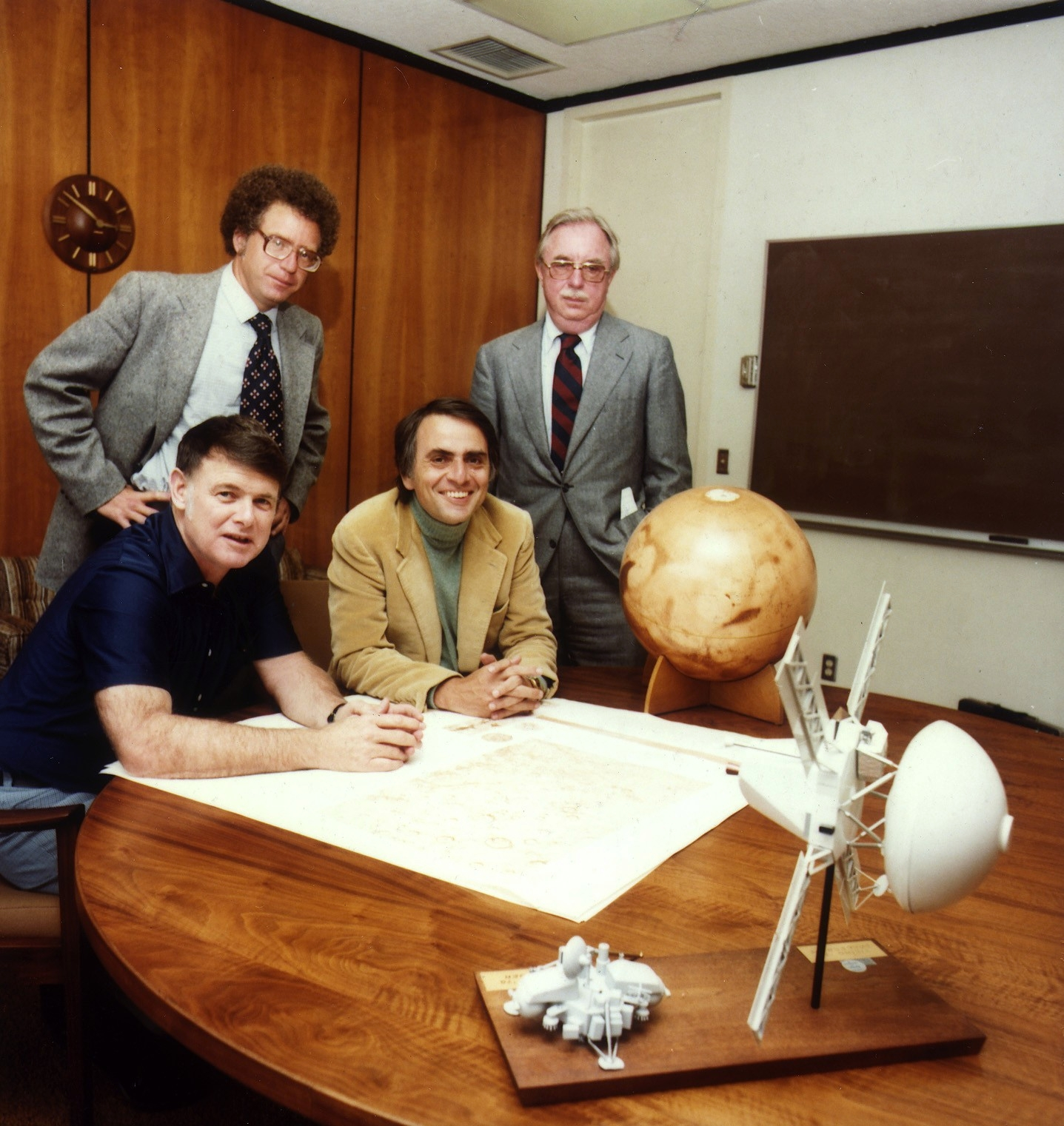
A Planetary Society tagjai a szervezet alapításakor. (Carl Sagan jobboldalt ül)

Sagan tudományos munkásságának legfőbb súlypontját a földönkívüli élet keresése jelentette. Ő ösztönözte tudóstársait leginkább, hogy rádióantennákkal figyeljék a kozmoszt, értelmes lények által küldött jeleket keresve. Szuggesztivitására támaszkodva 1982-ben sikerült közzétenni egy felhívást a Science magazinban, melyet 70 tudóstársa – köztük 7 Nobel-díjas – írt alá és amely a SETI-kutatások elmélyítésére ösztönzött. Ma ezt a felhívást tekintjük fordulópontnak az addig vitatott, sokak által ostobaságnak tekintett SETI tudománykénti elfogadása ügyében. Szintén sok munkája feküdt a Naprendszer kutatását célzó űrszondák szükségességének hangsúlyozásában, a NASA vezetők ebbéli rábeszélésében.
Sagan alapította a Planetary Societyt, a világűr iránt érdeklődőkből álló, óriási tagszámú (a világ 140 országában több mint 100 000 tagú) baráti kört. Emellett az alapítványként működő SETI Intézet kurátori testületének is tagja volt. Több amerikai tudományos egyesület csillagászati szekciójának elnöki, főtitkári tisztét is betöltötte.
Segédkezett dr. Frank Drake földönkívülieknek szánt rádióüzenetének megírásában, melyet 1974. november 16-án sugároztak az űrbe az arecibói rádiótávcsővel.
Carl Sagan a tudományt eszköznek tekintette a békéért, vagy a környezet védelméért való küzdelemben. A hidegháború idején egyike volt az öt tudós által jegyzett TTAPS jelentés íróinak, amely tanulmányban matematikai modellekre támaszkodva bizonyították be, hogy egy esetleges nukleáris háborút nukleáris tél követne, amely alapjaiban boríthatja fel a Föld természeti egyensúlyát. Emellett ismert az is, hogy Sagant kutatóként alkalmazták volna az amerikai légierő egy 1950-es évekbeli – soha meg nem valósított – tervében, amely egy holdi atomrobbantást célzott volna.

## Társadalmi aktivitása
Sagan hitt a Drake-formula által jósoltakban, abban, hogy nagyszámú földönkívüli civilizáció jöhet létre a kozmoszban, de az ilyen civilizációk létére vonatkozó bizonyítékok hiánya – az Enrico Fermi által leírt Fermi-paradoxon szerint – azt sugallja, hogy a technológiai civilizációk hamar elpusztítják önmagukat. Mindez arra ösztönözte, hogy megtalálja és írásaiban a nagyközönség elé tárja azokat a lehetőségeket, amelyek az emberiség önpusztításához vezethetnek, mindig remélve, hogy az emberiség elkerülheti a katasztrófát és inkább a világűrt meghódító fajjá válik. Ebbéli aggodalmait legszemléletesebben a mára legendássá vált Kozmosz c. ismeretterjesztő sorozata utolsó részében jelenítette meg.
1981-es harmadik házasságát követően a Ronald Reagan elnök fémjelezte éra eszkalálódó fegyverkezési versenye legrosszabb félelmeit látszott igazolni, ezért politikailag egyre aktívabb lett. 1983 márciusában a Reagan-adminisztráció bejelentette a Csillagháború néven elhíresült tervezetet, a Stratégiai Védelmi Kezdeményezést, melyben a világűrbe telepített fegyverek vonnának védernyőt az USA fölé a szovjet nukleáris fenyegetéssel szemben. Sagan azonnal nyilvánosan emelte fel szavát a terv ellen, kifejtve, hogy az megbonthatja a nagyhatalmak közötti nukleáris egyensúlyt, lehetetlenné téve a nukleáris leszerelési folyamatot, felvetve az emberiség nukleáris végpusztulásának esélyét.
Amikor Mihail Gorbacsov szovjet pártfőtitkár 1985. augusztus 6-án bejelentette a szovjet atomfegyver-kísérletek egyoldalú moratóriumát, Reagan ezt üres propagandafogásnak bélyegezte és országa hasonló kísérleteinek folytatását jelentette be. Erre válaszul amerikai békeaktivisták egy tiltakozó akció-sorozatot szerveztek a Las Vegas mellett fekvő Nevadai Teszt Lőtérre, az USA atombombatesztjeinek helyszínére. Az 1986-87 során tartó tiltakozássorozatban több száz aktivistát tartóztattak le (köztük például Martin Sheen hollywoodi sztárt). Carl Sagan maga is kétszer volt a letartóztatottak között, mindkétszer akkor tartóztatták le, amikor átmászott a lőtér szögesdrótkerítésén.
Sagan másik, kevésbé ismert tevékenysége a kábítószer társadalmi hatásainak vizsgálata volt, saját tapasztalatok alapján. Carl Sagan mohó marihuánafogyasztó volt – bár ezt nyilvánosan sohasem ismerte el; „Mr. X” álnéven novellát is írt a több mű gyűjteményeként megjelent Újragondolt marihuána című, Lester Grinspoon által szerkesztett könyvben. Sagan ebben leírta, hogy a szer serkentette néhány munkáját és fokozta az élményeit. Grinspoon csak Sagan halála után fedte fel – a csillagász életrajzírója számára – Mr. X kilétét.

## Tudomány-népszerűsítői tevékenysége
Sagan a csillagászati tudományok, a kozmosz emberekkel való megismertetésének egyik legnagyszerűbb alakja volt. Ő volt a társírója, társproducere, és főszereplője a világszerte népszerűvé vált Kozmosz: Személyes utazás című 13 részes ismeretterjesztő tévésorozatnak. A filmsorozat számos tudományos témát járt körül, olyanokat, mint az élet eredete és a helyünk a világegyetemben. A sorozatot először 1980-ban sugározták, később még 60 országban is vetítették – köztük Magyarországon is – és közel 600 millió nézője volt. Alkotói Emmy-díjban és Peabody-díjban részesültek érte.
Carl Sagan később a Kozmoszt könyv alakban is megírta, és ez lett az angol nyelven írt, valaha legtöbb példányban eladott tudományos ismeretterjesztő mű. Számos más nagy sikerű könyv is származik még Sagantől, így a Pulitzer-díjas Az éden sárkányai: Gondolatok az emberi értelem fejlődéséről, vagy a Broca agya: Gondolatok a tudomány romantikájáról és a Kozmosz folytatásaként írt Halványkék pötty: Látomás az emberiség űrbeli jövőjéről. De egy regénye, a Kapcsolat is híressé lett, amelyből Jodie Foster főszereplésével mozifilm is készült (lásd: Kapcsolat).
Ugyanakkor Sagan munkásságának tudományos megítélése nem volt egyöntetű. Tudományos ismeretterjesztői tevékenységét mindenki támogatta és elismerte, amellyel a hétköznapi emberekhez közelebb vitte a tudományt, és amellyel küzdött az áltudományok ellen. Mindemellett némi aggodalom kísérte néhány félreérthető és néha nem a tudományos konszenzuson alapuló megnyilvánulását. Ilyen volt, amikor könyörtelenül ízekre szedte Imanuel Velikovszkij Ütköző világok című vitatott művét, ám maga is számos hibát vétett érvelésében, ami miatt Robert Jastrow, a NASA csillagásza szomorúan bírálta őt: „Sagan professzor számításai hatásaiban figyelmen kívül hagyják a gravitáció alapvető törvényeit”.
Élete kései szakaszában alkotott műve, a Kísértetjárta Föld, avagy a Tudomány, mint gyertya a sötétben egész tudományos munkásságának ars poeticáját foglalja össze. Ebben a szkepticizmust, a kritikus gondolkodást tudományos módszerként aposztrofálja és az olvasóknak olyan módszereket ajánl, melyekkel a felfedezések, tudományos magyarázatok tesztelhetők, és a megtévesztő, vagy csaláson alapuló eredmények kiszűrhetők.

## Halála és öröksége
Csontvelőrák támadta meg, ám halálát tüdőgyulladás okozta 1996. december 20-án, 62 éves korában.
Carl Sagan emblematikus figurává vált a tudományos ismeretterjesztés területén, elismert harcosként küzdött az áltudományok és a tudomány korlátozását hirdetők ellenében. Humanizmusa, az emberi élet jobbítását és védelmét hirdető tanai legalább olyan ismert volt, mint a tudomány iránti elkötelezettsége, amely kora egyik jelentős személyiségévé avatta.
Ennek elismeréseként a halála után nem sokkal bemutatott Kapcsolat – az ő azonos című novellájából készült – filmet az alkotók a film végén megjelenő „Carlnak” felirattal az ő emlékére ajánlották.
Munkássága igazi elismeréseként a Marson 1997. július 4-én sikeresen landolt Mars Pathfinder szonda leszállási helyét Carl Sagan Emlékállomás névre keresztelték. Később egy, a fő aszteroidaövben keringő kisbolygót, az 1982-ben felfedezett 2079-es számút is Sagan névre kereszteltek a tudós tiszteletére és emlékére.
2001. november 9-én – Sagan 67. születésnapján – a NASA Ames Kutatóközpontjában letették az alapkövét a Carl Sagan Kozmoszbeli Élet Kutatóközpontnak, amely 2006. október 22-én nyitotta meg kapuit.
Sagan leghőbb vágyát – eljutni egy idegen bolygóra – fia öltötte költői formába. Nick Sagan a sikeres Star Trek sorozat néhány epizódját írta, amelyek egyikében megjelenik egy pár másodpercnyi jelenet, ahol a Mars Pathfinder szonda Sojourner kutatórobotjának a modellje kis emléktárgyként tűnik fel a Carl Sagan Emlékállomás makettjében, mellette egy Sagan-idézettel: „Bármilyen ok hozott is a Marsra, örülök, hogy itt vagy, és azt kívánom, bárcsak veled lehetnék…”

## Magyarul megjelent művei
- Stephen Hawkingː Az idő rövid története a nagy bummtól a fekete lyukakig; előszó Carl Sagan, ford. Molnár István, ill. Ron Miller; Maecenas, Bp., 1989
- Az Éden sárkányai. Tűnődések az emberi intelligencia evolúciójáról (The Dragons of Eden); ford. Szilágyi Tibor; Európa, Bp., 1990
- Kapcsolat; ford. Simóné Avarosy Éva; Édesvíz, Bp., 1993 (Harmadik évezred); a magyar kiadásból kihagyták az eredeti 15-18. és a 22. fejezeteket
- Carl Sagan–Ann Druyan: Elfeledett ősök árnyai. Kutatás önmagunk után; ford. Sóskuthy György; Európa, Bp., 1995
- Korok és démonok; ford. Hraskó Péter; Typotex, Bp., 1999 (Szkeptikus könyvek sorozat)
- Milliárdok és milliárdok; ford. Both Előd; Akkord, Bp., 2000 (Talentum tudományos könyvtár)
- Korok és démonok; ford. Hraskó Péter; 2. jav. utánny.; Typotex, Bp., 2000 (Szkeptikus könyvek sorozat)
- Broca agya. Gondolatok a tudomány romantikájáról; ford. Both Előd; Akkord, Bp., 2001 (Talentum tudományos könyvtár)

## Díjak, kitüntetések
- Az Amerikai Tudósok Szövetségének közszolgálati díja[2]
- A Fizikusok a Társadalmi Felelősségért közszolgálati díja[2]
- Az Amerikai Fizikusok Társaságának Szilárd Leó-díja[2]
- A Felfedezők Klubjának 75. évfordulójára adott díja[2]
- Joseph Priestley-díj[2]
- Honda-díj[2]
- Pulitzer-díj (ismeretterjesztés kategória, 1978)[3]

## Fordítás
- Ez a szócikk részben vagy egészben  a   Carl Sagan című angol Wikipédia-szócikk fordításán alapul.  Az eredeti cikk szerkesztőit annak laptörténete sorolja fel. Ez a jelzés csupán a megfogalmazás eredetét és a szerzői jogokat jelzi, nem szolgál a cikkben szereplő információk forrásmegjelöléseként.